# Arceotermitidae
Arceotermitidae (лат.) — ископаемое семейство термитов. 2 рода и 3 вида из бирманского янтаря (меловой период, Мьянма).

## Описание
Ископаемая группа термитов. Солдаты этой группы можно отличить от таковых из семейств Mastotermitidae и Archotermopsidae по четырёхчлениковой лапке, меньшему количеству усиков (менее 20 члеников) и отсутствию сложных глаз (хотя они все ещё присутствуют и редуцированы у Cosmotermitinae). Голова не сдавлена дорсовентрально, как у солдат Stolotermitidae (особенно Stolotermes). Как и у Mastotermitidae, переднеспинка примерно равна ширине головной капсулы, тогда как у Archotermopsidae, Hodotermitidae и Stolotermitidae она уже, чем головная капсула. В отличие от Stolotermitidae, правые краевые зубцы жвал широкие, а второй краевой зубец имеет отчётливый жевательный край. Правый апикальный зубец имеет отчётливое сужение в основании (не просто углубление по внешнему краю, но и фактическое сужение диаметра жвал там, где возникает правый апикальный зубец). Дочерний зубец отсутствует. Кроме того, отличается от Stolotermitidae глубоко надрезанными нижнечелюстными зубцами жвал (а не слабо надрезанными). Подобно Archotermopsidae и Stolotermitidae переднеспинка плоская, а не слабо седловидная, как у Hodotermitidae. На голенях отсутствуют выступающие боковые шипы (хотя у Arceotermes есть несколько мелких наружных шиповидных щетинок), как у Archotermopsidae.

## Систематика
Семейство включает 2 подсемейства и относящиеся к нему два ископаемых рода, в том числе род †Cosmotermes, который ранее включали в состав близкого семейства Stolotermitidae. Вместе с семействами Hodotermitidae, Archotermopsidae и Stolotermitidae входит в минотряд Teletisoptera Barden & Engel, 2021 из парвотряда Euisoptera Engel et al., 2009. Таксон был впервые выделен в 2021 году американским энтомологом Майклом Энджелом (США) в ходе ревизии ископаемых групп низших термитов. Солдаты подсемейства Cosmotermitinae отличаются от Arceotermitinae по наличию сложных, хотя и редуцированных глаз; у них более узкая переднеспинка; а в левой жвале задний край левого маргинального зубца короче или равен переднему краю второго маргинального зубца (задний край левого маргинального зубца длиннее переднего края второго маргинального зуба у Arceotermes). В отличие от Stolotermitidae, базальный шов крылатых Cosmotermes скорее выпуклый, чем прямой и диагональный.
- Минотряд Teletisoptera Barden & Engel, 2021
  - Семейство †Arceotermitidae Engel, 2021
    - Подсемейство †Arceotermitinae Engel, 2021
      - †Arceotermes Engel & Jiang, 2021
        - †Arceotermes hospitis  Engel & Jiang, 2021

    - Подсемейство †Cosmotermitinae Engel, 2021
      - †Cosmotermes  Zhao et al., 2020[5]
        - †Cosmotermes multus  Zhao et al., 2020
        - †Cosmotermes opacus  Zhao et al., 2020